# Val-d’Épy
Val-d’Épy (von 2016 bis 2017 Val d’Épy) ist eine französische Gemeinde mit 302 Einwohnern (Stand: 1. Januar 2022) im Département Jura in der Region Bourgogne-Franche-Comté. Sie gehört zum Arrondissement Lons-le-Saunier und zum Kanton Saint-Amour.

## Gliederung
| Ortsteil                      | ehemaliger INSEE-Code | Fläche (km²) | Höhenlage (m) | Einwohnerzahl (2019) | Dichte (Einw. je km²) |
| ----------------------------- | --------------------- | ------------ | ------------- | -------------------- | --------------------- |
| La Balme-d’Épy                | 39036                 | 2,97         | 372–556       | 051                  | 17,2                  |
| Val-d’Épy (Verwaltungssitz)00 | 39209                 | 8,64         | 395–555       | 142                  | 16,4                  |
| Florentia                     | 39226                 | 3,18         | 417–556       | 022                  | 06,9                  |
| Nantey                        | 39382                 | 6,50         | 382–620       | 059                  | 09,1                  |
| Senaud                        | 39509                 | 4,06         | 390–596       | 051                  | 12,6                  |

## Geographie
Val-d’Épy liegt etwa 25 Kilometer nordnordöstlich von Bourg-en-Bresse. Die Nachbargemeinden sind Thoissia und Andelot-Morval im Norden, Val Suran im Süden und Osten, Salavre im Südwesten, Coligny und Saint-Jean-d’Étreux im Westen sowie Les Trois-Châteaux im Nordwesten.

## Bevölkerungsentwicklung
| Gemeinde                  | Einwohnerzahlen (Census) |      |      |      |      |      |      |      |      |      |      |
| Gemeinde                  | 1962                     | 1968 | 1975 | 1982 | 1990 | 1999 | 2006 | 2008 | 2011 | 2013 | 2016 |
| ------------------------- | ------------------------ | ---- | ---- | ---- | ---- | ---- | ---- | ---- | ---- | ---- | ---- |
| La Balme-d'Épy00          | 50                       | 43   | 30   | 29   | 31   | 39   | 46   | 47   | 58   | 67   | 73   |
| Val-d’Épy                 | 78                       | 85   | 150  | 139  | 117  | 134  | 126  | 142  | 153  | 150  | 149  |
| Florentia                 | 48                       | 38   | 27   | 28   | 27   | 24   | 32   | 34   | 34   | 31   | 29   |
| Nantey                    | 111                      | 70   | 57   | 59   | 53   | 61   | 75   | 75   | 73   | 64   | 50   |
| Senaud                    | 37                       | 33   | 35   | 36   | 41   | 39   | 48   | 50   | 54   | 50   | 51   |
| Val-d’Épy                 | 324                      | 269  | 299  | 291  | 269  | 297  | 327  | 348  | 372  | 362  | 352  |
| Quelle: Cassini und INSEE |                          |      |      |      |      |      |      |      |      |      |      |

Die (Gesamt-)Einwohnerzahlen der Gemeinde Val-d’Épy wurden durch Addition der bis Ende 2017 selbständigen Gemeinden ermittelt.

## Geschichte
Die Gemeinde Val d’Épy (Schreibweise zunächst ohne Bindestrich) entstand am 1. Januar 2016 als Commune nouvelle durch die Zusammenlegung der ehemaligen Gemeinden Florentia, Nantey, Senaud und Val-d’Épy, die in der neuen Gemeinde als Communes déléguées aufscheinen.
Zum 1. Januar 2018 kam die vormals eigenständige Gemeinde La Balme-d’Épy als weitere Commune déléguée hinzu. Zugleich wurde die amtlicherseits die Schreibweise mit Bindestrich wieder eingeführt.

## Sehenswürdigkeiten

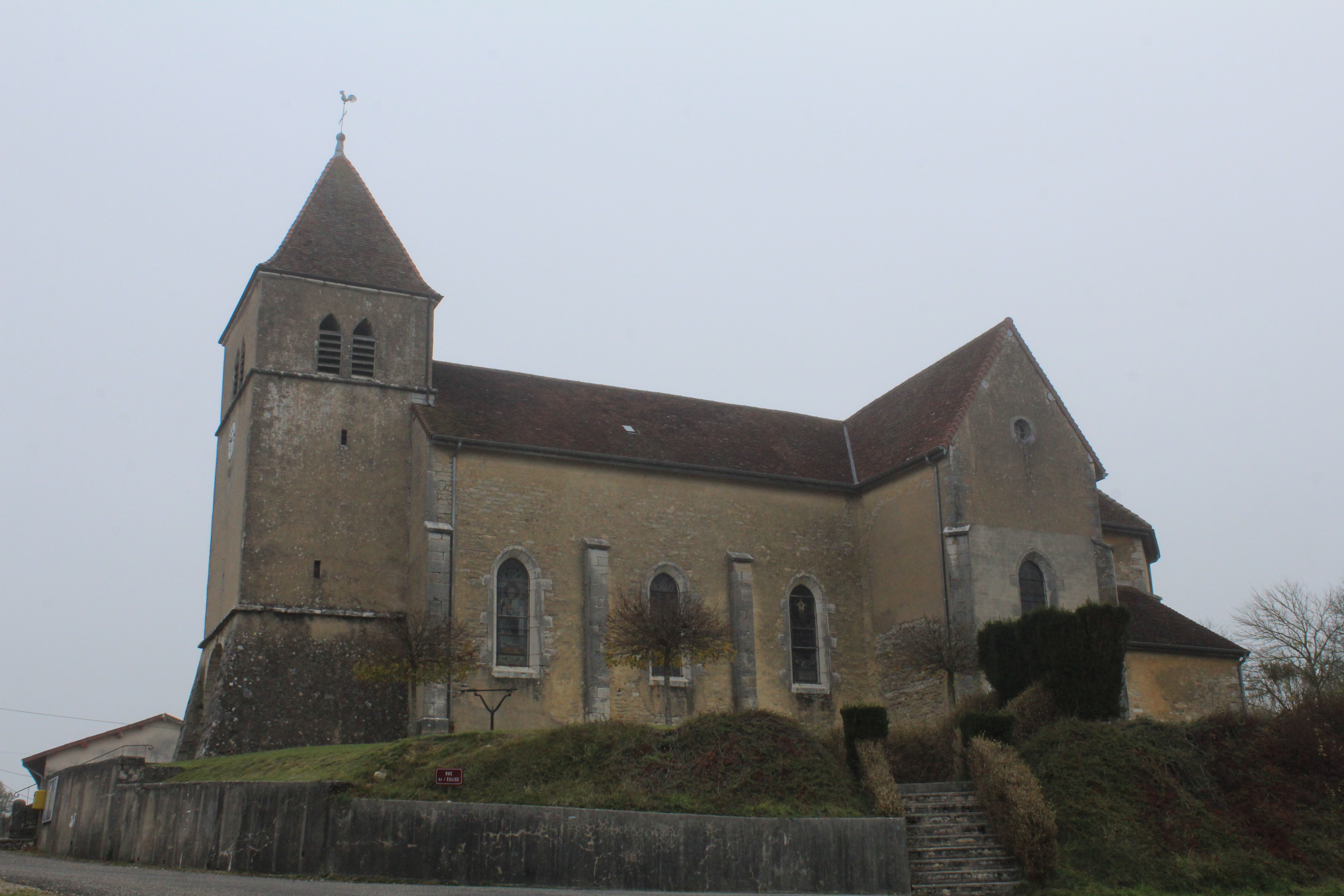
Die Kirche Saints-Victor-et-Ours d’Épy
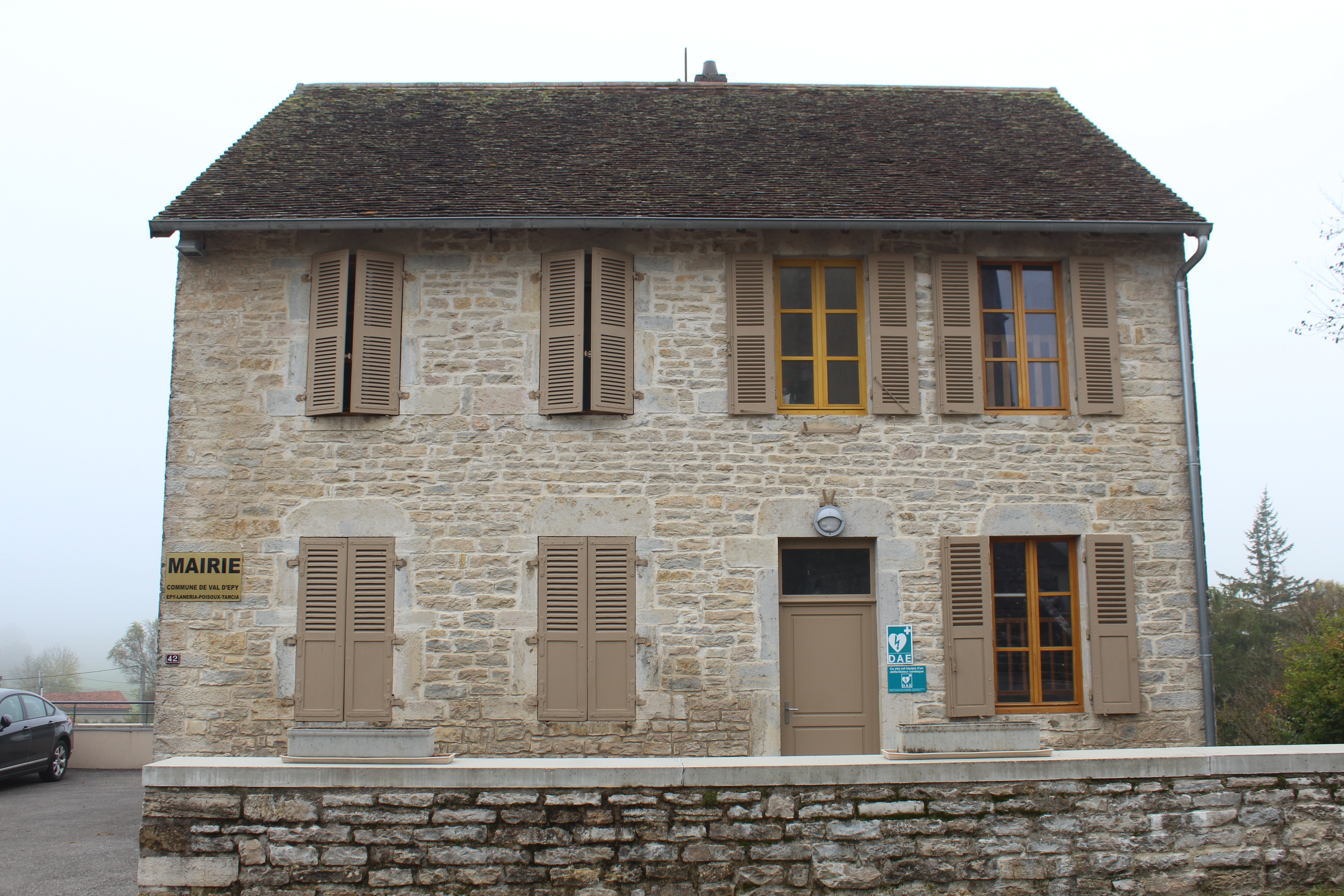
Das Rathaus der Gemeinde
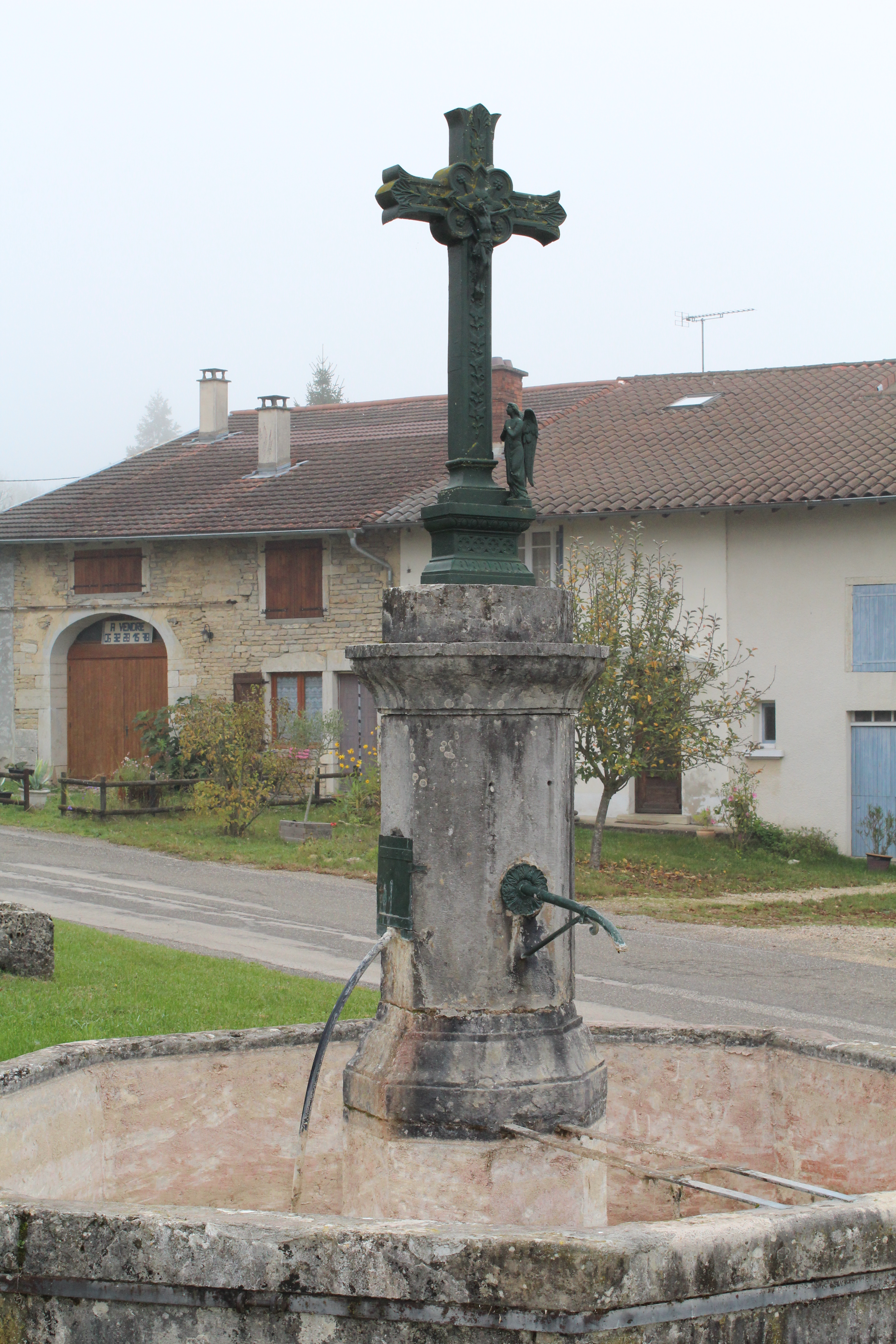
Das Brunnenkreuz in Val-d’Épy